# Chasse au collet
Pour les articles homonymes, voir Collet.

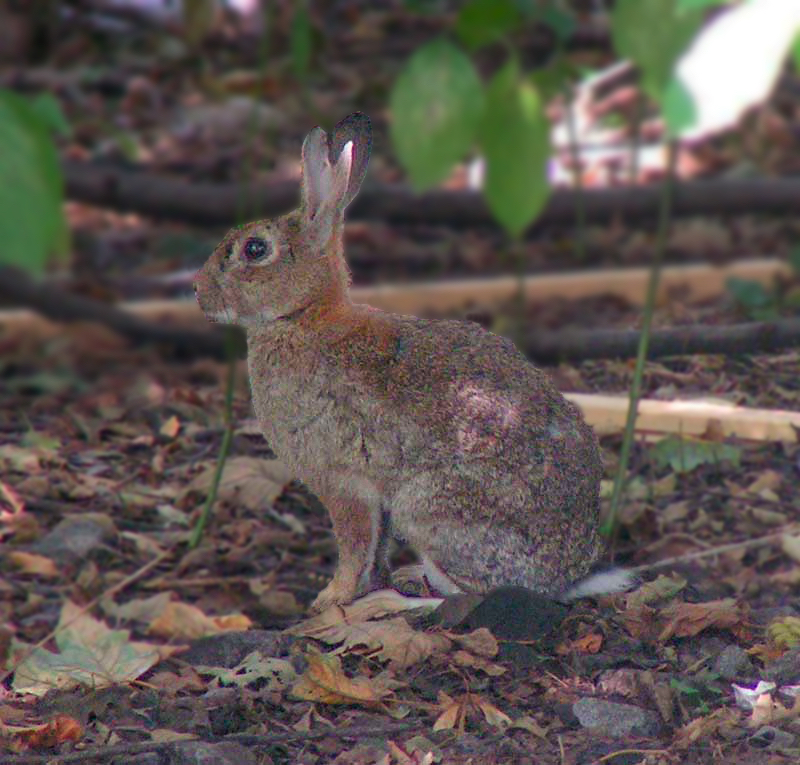
Le lapin, autrefois souvent pris au collet, illégalement ou non

La chasse au collet est l'une des techniques de chasse les plus simples. Elle consiste à piéger la proie à l'aide d'un collet ne nécessitant qu'un fil métallique d'environ 50 cm de longueur (l'idéal est un fil de laiton). 
Cette technique est aujourd'hui proscrite (illégale) dans la plupart des pays car non sélective et facteur d'une éventuelle longue agonie de l'animal (qui n'est pas toujours pris au cou et dont la chair peut être profondément entaillée dans le cas des fils de laiton fins).

## Technique

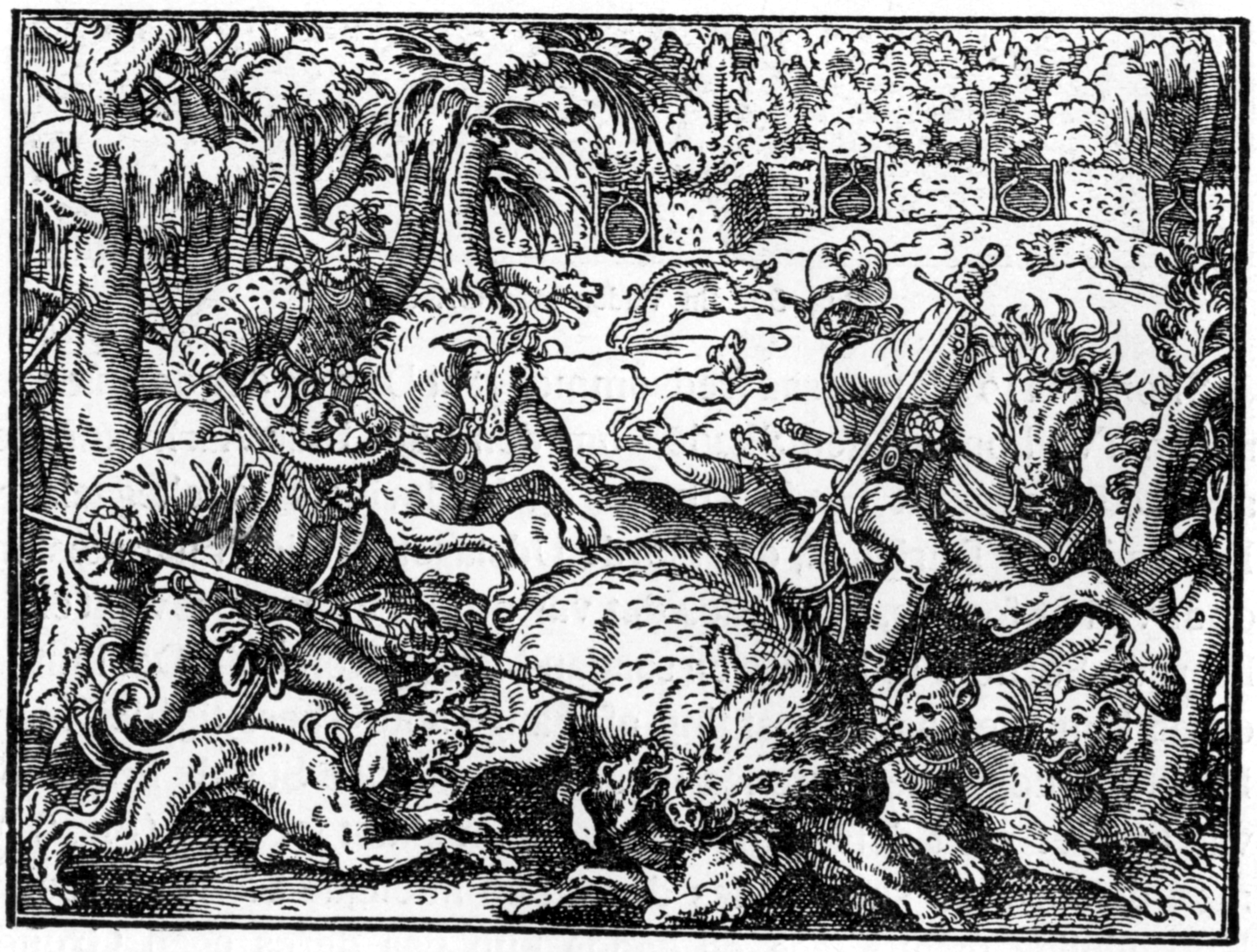
Les collets (ici visibles au fond de la parcelle déboisée) ont aussi été utilisés pour de gros animaux qu'on tentait de forcer à passer dans des zones piégées lors de chasses en battue.

Le chasseur ou braconnier pose son piège après avoir repéré un passage régulièrement emprunté (coulée) ou une entrée ou sortie de gîte ou terrier. Dans l'herbe ou dans un champ de blé, il cherche des lignes où le blé a été écrasé par le passage régulier du gibier.
Le collet est ensuite attaché à un support, piquet, branche, branchettes entrecroisées de 30 à 40 cm de longueur enfoncée en terre ou racine adjacente. Le montage consiste à entortiller finement l'une des extrémités du fil métallique autour de la branchette ou de la racine. Un nœud coulant est disposé à l'autre extrémité d'une ouverture adaptée à l'animal à piéger. Le nœud coulant est disposé verticalement dans le passage, de sorte à enserrer la gorge de l'animal qui y passera. 
Les collets visaient surtout les lièvres, lapins, et d'autres petits gibiers, et plus rarement de gros animaux (dont le sanglier par exemple). 
Pour le grand gibier, le collet, se fait d'un nœud coulant de grosse corde ou de gros fil de fer, qu'on tend sur la passée d'un cerf, d'un chevreuil, d'un sanglier, castor, ou d'un autre animal. Le bout destiné à serrer ce nœud coulant est attaché à l'extrémité d'un arbrisseau vigoureux. Celui-ci est courbé de force : son extrémité est ramenée dans une encoche faite au corps d'un autre arbrisseau voisin, où elle tient si légèrement, que l'animal ne peut passer sans l'en faire échapper. Le déplacement de la tige rend sa liberté à l'arbrisseau, qui en se redressant, serre brusquement le nœud coulant sur l'animal.
Le piégeur contrôle son piège régulièrement, faute de quoi des carnivores ou animaux nécrophages (comme le sanglier) risquent de manger l'animal pris. Certains tentent d'affoler les animaux dans les environs pour les engager sur leurs pistes et les faire courir vers leur terrier pour les pousser dans le piège.

## Collet à arrêtoir
Les collets autorisés en France sont munis d'un arrêtoir empêchant tout étranglement. Ils doivent être agréés par arrêté ministériel après avis du Conseil national de la chasse et de la faune sauvage (CNCFS). Ils sont réservés à l'usage des seuls piégeurs agréés, dans un cadre réglementaire très encadré, et ne sont pas autorisés pour la chasse. Cette technique avec arrêtoir est un peu plus sélective mais il arrive fréquemment que des animaux non piégeables s'y prennent (notamment de nombreux blaireaux s'y font piéger sans pour autant être tués).

## Législation

### France
L'utilisation de collets agréés (munis d'un arrêtoir) n'est autorisée qu'aux piégeurs agréés, dans un cadre règlementaire très encadré. Elle est donc interdite aux autres chasseurs ou particuliers.

## Autres
On a aussi pu appeler "collet" un piège ou « filet » composé de trois crins de cheval assemblés en nœud coulant, que l'on tend dans les haies, et dans lequel les oiseaux en passant se prennent par le cou ou par les pattes. 
Le collet était souvent autrefois interdit aux serfs par les seigneurs, qui se réservaient le droit de chasser sur leurs terres.